# Панчук, Пётр Фадеевич
Пётр Фадеевич Панчу́к (укр. Петро Фадійович Панчук; род. 7 марта 1957) — советский и украинский актёр театра и кино, режиссёр. Народный артист Украины (2015).

## Биография
Родился 7 марта 1957 года в селе Лобачовка. В 1984 году окончил КГИТИ имени И. К. Карпенко-Карого.
С 1984 года один из ведущих мастеров сцены Национального академического драматического театра имени Ивана Франко. Член-корреспондент НАИУ (2013).

## Творчество

### Театральные роли
- 1999 — «Любовь в стиле барокко» Я. Стельмаха; реж. Сергей Данченко — Онисим[1]
- «Идиот» Ф. Достоевского
- «Братья Карамазовы» Ф. Достоевского
- «Мартын Боруля» И. Карпенко-Карого
- «Кайдашева семья» И. Нечуя-Левицкого
- «Наталка Полтавка» И. Котляревского
- «Кавказский меловой круг» Б. Брехта
- воплотил образ Т. Г. Шевченко в спектакле «Божественное одиночество» и в роли «имени Тараса Шевченко» спектакля «Везде один…» («Свеча на ветру») Национального академического театра русской драмы имени Леси Украинки.
- поставил спектакль «Дредноуты» по Гришковцу на сцене Национального академического драматического театра имени И. Я. Франко (Театр в фойе).
- 2018 — «Демиург» Бруно Шульца — Отец

### Фильмография
- 1991 — Капитан Крокус и тайна маленьких заговорщиков — инспектор
- 1995 — Казнённые рассветы — Соцкий
- 1999 — «Восток-Запад» — отец Георгий
- 2007 — Смерть шпионам! (сериал)
- 2008 — «Оттепель» — дворник
- 2012 — «Матч»[2] — дворник
- 2018 — «Донбасс» — старик в бомбоубежище

## Награды и премии
- Народный артист Украины (13 ноября 2015) — за значительный личный вклад в развитие национальной культуры и искусства, весомые творческие достижения и высокое профессиональное мастерство[3]
- Заслуженный артист Украины (25 марта 2005) — за весомый личный вклад в развитие украинского театрального искусства, высокое профессиональное мастерство и многолетний добросовестный труд[4]
- Национальная премия Украины имени Тараса Шевченко (2015) — за воплощение образа Т. Г. Шевченко на отечественной театральной сцене[5]
- Юбилейная медаль «20 лет независимости Украины» (19 августа 2011 года) — за значительный личный вклад в социально-экономическое, научно-техническое и культурно-образовательное развитие Украинского государства, весомые трудовые достижения и многолетний добросовестный труд[6]
- Премия Кабинета Министров Украины имени Леси Украинки (2008) — за спектакль «Кайдашева семья» по произведению И. Нечуя-Левицкого (в составе коллектива)[7]
- Международная литературная премия имени Николая Гоголя «Триумф» (2012) — за создание многочисленных записей аудиокниг украинской классики